# Elydnus kisanus
Elydnus kisanus là một loài bọ cánh cứng trong họ Cerambycidae.